# Исмаиловский сельсовет
Исмаиловский сельсовет — муниципальное образование в Дюртюлинском районе Башкортостана.

## История
Согласно «Закону о границах, статусе и административных центрах муниципальных образований в Республике Башкортостан» имеет статус сельского поселения.
В 2008 году в состав Исмаиловского сельсовета был включен Чишминский сельсовет.

## Население
| 2002  | 2009  | 2010  | 2012  | 2013  | 2014  | 2015  |
| ----- | ----- | ----- | ----- | ----- | ----- | ----- |
| 3255  | ↗3537 | ↘3367 | ↘3308 | ↘3258 | ↘3196 | ↘3152 |
| 2016  | 2017  |       |       |       |       |       |
| ↘3102 | ↘3019 |       |       |       |       |       |

## Состав сельского поселения
| № | Населённый пункт | Тип населённого пункта       | Население |
| - | ---------------- | ---------------------------- | --------- |
| 1 | Исмаилово        | село, административный центр | ↘2081     |
| 2 | Чишма            | село                         | ↘472      |
| 3 | Зитембяк         | деревня                      | ↘195      |
| 4 | Сикаликуль       | деревня                      | ↘170      |
| 5 | Нижнеалькашево   | деревня                      | ↗145      |
| 6 | Старобалтачево   | деревня                      | ↘128      |
| 7 | Верхнеалькашево  | деревня                      | ↗109      |
| 8 | Кучергич         | деревня                      | ↗67       |